# Nueva Izquierda en Japón

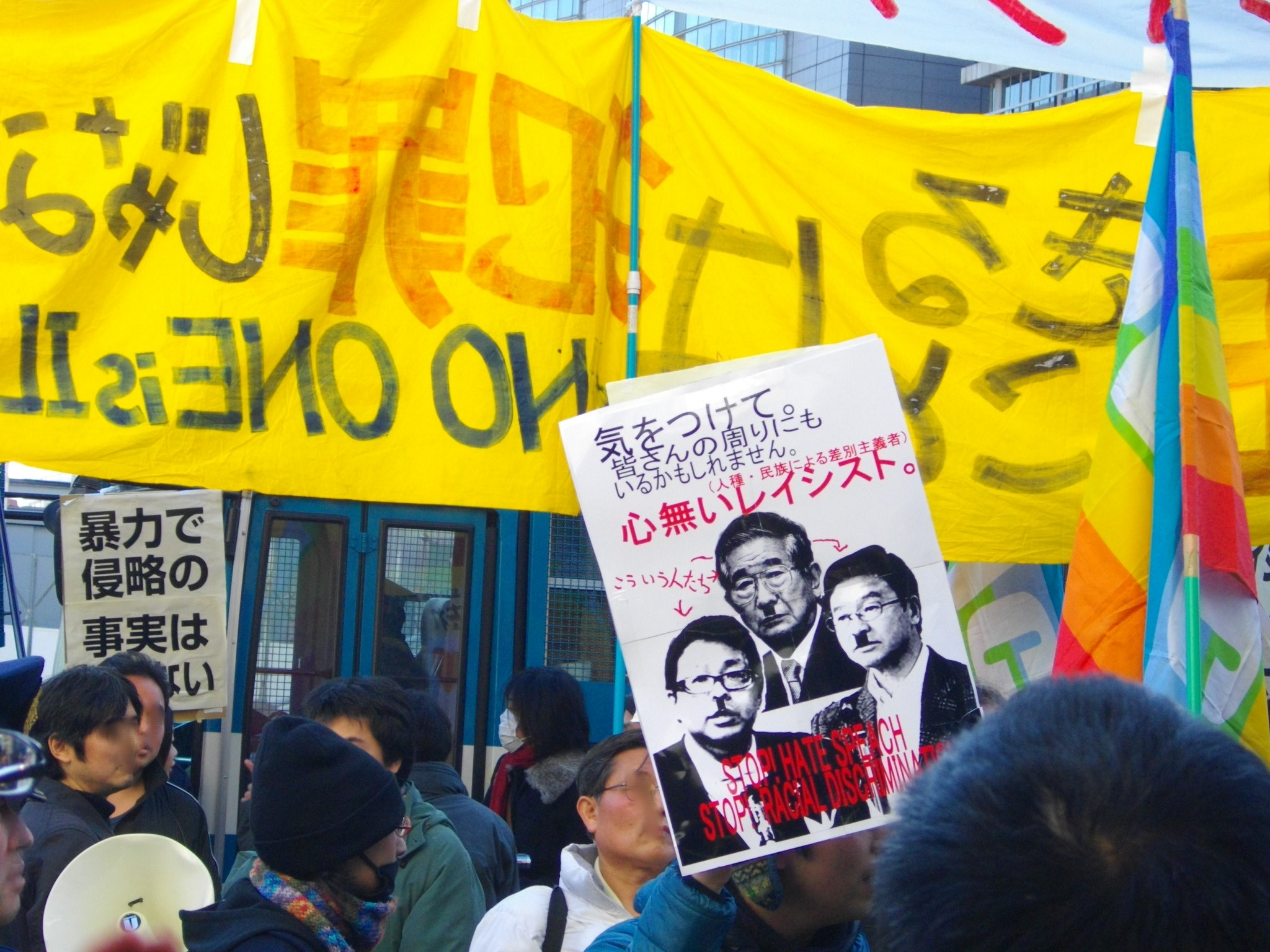
Movimiento ideológico japonés La Nueva Izquierda

La Nueva Izquierda (新左翼, Shin-sayoku ) en Japón se refiere a un movimiento japonés de 1960 que adoptó el pensamiento político radical de la occidental Nueva Izquierda, rompiendo con la establecida Vieja Izquierda del Partido Comunista Japonés y el Partido Socialista de Japón. En la década de 1970, la Nueva Izquierda japonesa se hizo conocida por sus violentas divisiones internas y el terrorismo. Esto hizo que la influencia del movimiento decayera, aunque continuó desarrollando nuevas ideologías políticas como el antijaponismo (反 日 亡国 論, han'nichi-bokoku-ron ) .

## Orígenes
En 1956, Nikita Khrushchev denunció en secreto al estalinismo en su discurso "Acerca del culto a la personalidad y sus consecuencias". Este discurso no fue reportado en los órganos oficiales del partido, por lo que el Partido Comunista Japonés estalinista no ofreció ninguna reacción. Pero sus copias circularon por todo el mundo y tuvieron un gran impacto en las organizaciones comunistas juveniles y estudiantiles. En 1957, la Liga Trotskista de Japón fue fundada por jóvenes disidentes del Partido Comunista como Kuroda Kan'ichi y Ryu Ota, que rápidamente se dividió en una Cuarta Internacional y un partido "postrotskista y antiestalinista" llamado Partido Comunista Revolucionario.
En 1958, un grupo maoísta que abogaba por una revolución violenta se separó del Partido Comunista. En 1959, el Zengakuren, donde se habían concentrado los radicales violentos, irrumpió en la Dieta de Japón durante las discusiones sobre el Tratado de Cooperación y Seguridad Mutuas entre Estados Unidos y Japón , lo que provocó el elogio de un segmento de la población japonesa. Se señaló ampliamente que la Vieja Izquierda no había tomado ninguna medida tan extrema, y así la Nueva Izquierda comenzó su ascenso.

## 1960
En 1963, la Liga Comunista Revolucionaria se dividió en la Liga Comunista Revolucionaria de Japón, el Comité Nacional (Facción del Núcleo Medio) y la Liga Comunista Revolucionaria de Japón (Facción Marxista Revolucionaria). En 1965, la Alianza Juvenil del Partido Socialista desarrolló una "Facción de Liberación" (社 青 同 解放 派) que rechazó el trotskismo y abogó por el luxemburgismo.
En 1968, un movimiento global de "poder estudiantil" llegó a Japón, coincidiendo con la renovación del Tratado de Cooperación Mutua entre Estados Unidos y Japón, lo que desencadenó las protestas universitarias japonesas de 1968-1969. Muchas de las facciones de la Nueva Izquierda aprovecharon la oportunidad para ocupar edificios universitarios, interrumpir clases y hacer demandas. Regularmente luchaban contra la policía y entre ellos en los terrenos del campus, poniéndose cascos de colores distintivos para que pudieran reconocer a sus compañeros.
En 1969, se revisaron y formaron varios grupos anarquistas. En las batallas del campus, estos grupos usaban cascos negros (黒 ヘ ル, kuro-heru ), junto con los manifestantes "no alineados", para demostrar que no se unirían a ningún grupo en particular.

## 1970
El Tratado de Cooperación Mutua entre Estados Unidos y Japón se renovó con éxito en 1970 y los estudiantes que regresaban al trabajo dejaron a los grupos de la Nueva Izquierda prácticamente desiertos, quedando solo los izquierdistas de carrera. Los grupos se dividieron en decenas de facciones en guerra y la violencia interna, que hasta entonces había sido ocasional, se hizo cada vez más severa. Una de las facciones se radicalizó aún más en el infame Ejército Rojo Unido que mató a doce de sus propios miembros en sesiones de autocrítica. El Ejército Rojo japonés, responsable de la masacre del aeropuerto de Lod y de varios secuestros en el aeropuerto, también se formó en 1971.
De 1969 a 2003, de 1 a 4 personas murieron cada año como resultado del conflicto interno entre los grupos de la Nueva Izquierda.

## Antijaponismo
Una corriente intelectual importante entre la Nueva Izquierda fue el antijaponismo, que respondió al antijaponismo de la Vieja Izquierda. La teoría del antijaponismo planteaba que las acciones de Japón desde el período Meiji habían estado contaminadas por el imperialismo y se necesitaba un nuevo régimen. El antijaponismo radicalizó este argumento al afirmar que los propios japoneses son malvados y que todo rastro de japonesidad debe ser purgado del archipiélago "japonés". Los defensores de esta teoría creen que la única forma de redimirse de la "raza japonesa opresora y criminal" es luchar contra todos los intereses japoneses.